# Фтия (Македония)
Вижте пояснителната страница за други личности с името Фтия.
Фтия (на старогръцки: Φθια, Phthia, живяла през III век пр. Хр.) е дъщеря на царя на Древен Епир Александър II и Олимпия II.
През 239 г.пр.Хр. Фтия е омъжена за македонския цар Деметрий II, за да скрепи политическия съюз между Македония и нападнатия от етолийците Епир.
Част от историците приемат Фтия за идентична с Хризеида и майка на Деметриевия син и наследник Филип V. Според тази теза Фтия надживява съпруга си и през 229 г.пр.Хр. се жени повторно за Антигон Досон, който поема властта над Македония като попечител на младия Филип.
Според други Фтия няма нищо общо с Хризеида и допускат, че Фтия умира още през 235 г.пр.Хр.